# Ruslans Sadikovs
Ruslans Sadikovs (Biškek, 22 agosto 1987) è un karateka lettone, specializzato nel kumite.

## Biografia
Ha vinto la medaglia d'oro ai campionati nordici di Riga 2014 nel torneo del 75 chilogrammi.
Ha rappresentato la Lettonia Giochi europei di Baku 2015.
Agli europei di Istanbul 2015 ha vinto la medaglia di bronzo nei -75 chilogrammi.

## Palmarès
- Europei

Istanbul 2015: bronzo nei -75 kg.;
- campionati nordici

Riga 2014: oro nei -75 kg.;
Tampere 2018: bronzo nei -75 kg.;